# Sergio Chaves
Sergio Chaves é um quadrinhista e editor brasileiro. 
Natural de Vera Cruz, interior de SP, começou a editar fanzines ainda nos anos 1990. Em 1999, criou o fanzine Justiça Eterna , que tinha como objetivo divulgar autores e trabalhos de quadrinhos do meio independente. Com esse fanzine, ganhou duas vezes o Prêmio Angelo Agostini, em 2007 e 2008 . A partir de 2007, Sergio começou a editar a revista independente Café Espacial, com o objetivo de publicar histórias em quadrinhos, contos, música e artes afins. Como editor da Café Espacial, ganhou sete premiações nacionais, entre elas cinco vezes o Troféu HQ Mix (entre 2009 e 2012, e 2014) na categoria "Melhor publicação independente de grupo". . 
Em 2010, foi indicado ao 22º Troféu HQ Mix na categoria "Roteirista revelação". Já teve suas histórias publicadas em antologias literárias e de quadrinhos, inclusive no exterior (Portugal e Argentina).
Trabalha como freelancer na área editorial há quase 10 anos e hoje é um dos responsáveis pelo Charlotte Estúdio.
Atualmente, Sergio trabalha com o desenhista Allan Ledo na criação de um livro de quadrinhos, intitulado "O vazio que nos completa", previsto para 2018.